# 甘溪镇 (旬阳市)
甘溪镇，是中华人民共和国陕西省安康市旬阳市下辖的一个乡镇级行政单位。

## 行政区划
甘溪镇下辖以下地区：
河沿社区、唐坡村、袁湾村、高庄村、梯岩村、刘家院村、十字岭村、大岭台村、桂花树村、张家河村和施家坡村。